# Tramway de Salavat
Le tramway de Salavat est le réseau de tramways de la ville de Salavat, en Russie. Le réseau est composé de quatre lignes. Il a été officiellement mis en service le 29 juillet 1957.

## Réseau actuel

### Aperçu général
Le réseau compte actuellement 4 lignes :
- № 1. Ленинградская улица — Управление СНОС
- № 2. Салаватстекло — Хлебозавод
- № 2к (бывший № 2). Ленинградская улица — Хлебозавод
- № 3. Салаватстекло — Управление СНОС